# Uguccione Pierleoni
Uguccione Pierleoni (zm. 1 kwietnia 1182) – włoski kardynał.
Pochodził z rzymskiej rodziny patrycjuszowskiej o żydowskich korzeniach, z której wywodzili się antypapież Anaklet II (1130-38) oraz kardynał Ugo Pierleoni (1166). Prawdopodobnie 3 marca 1173 roku papież Aleksander III mianował go kardynałem diakonem S. Angelo in Pescheria, a w 1175 wysłał go z ważną misją legacką do Anglii. Uczestniczył także w negocjacjach pokojowych między papieżem a cesarzem Fryderykiem I Barbarossą. We wrześniu 1178 przyjął święcenia kapłańskie i został kardynałem prezbiterem San Clemente. Na przełomie 1179/1180 uzyskał kapitulację zbuntowanych przeciw Aleksandrowi III baronów z Kampanii, którzy obrali antypapieża Innocentego III. W maju 1181 był legatem w Lombardii. Sygnował bulle papieskie wydane między 14 marca 1173 a 17 marca 1182.